# Mesoplaneta

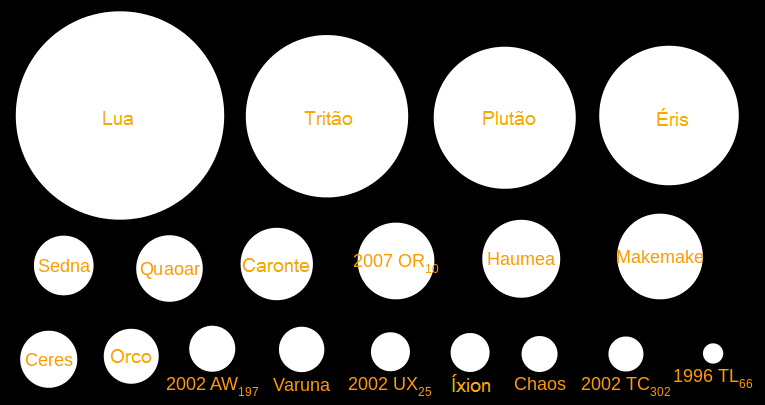
Comparação de tamanho entre a Lua, o satélite de Netuno Tritão (provavelmente capturado) e vários dos maiores corpos menores, incluindo os mesoplanetas.

Mesoplaneta é um termo cunhado por Isaac Asimov para se referir a corpos planetários com tamanhos menores do que Mercúrio mas maior do que Ceres. Entender o tamanho e a dimensão linear (ou volume), os mesoplanetas podem ter entre 950 e 4879 quilômetros de diâmetro, ou mais especificamente, entre 952,5 e 4879,3 km. A classificação deve incluir os seguintes objetos do Sistema Solar:
- Éris
- Plutão
- Gonggong
- Makemake
- Haumea
- Quaoar
- Sedna
- Orco
- (307261) 2002 MS4

Dependendo das estimativas do tamanho de alguns objetos que ainda estão sendo especificado que poderia também incluir:
- Varuna
- Chiminigagua

## História
O termo foi cunhado ensaio de Asimov "What's in a Name?", que apareceu pela primeira vez no The Los Angeles Times no final de 1980, e foi reimpresso em 1991 em seu book Frontiers, o termo foi mais tarde revisitado em seu ensaio, "The Incredible Shrinking Planet", que apareceu pela primeira vez na Magazine of Fantasy and Science Fiction e, em seguida, na antologia The relativity of wrong (1988).
Asimov observou que o Sistema Solar tem um grande número de corpos planetários (em oposição ao Sol e satélites naturais) e afirmou que as linhas divisórias entra os "grandes planetas" dos planetas menores eram necessariamente arbitrária. Asimov observou então que havia uma grande diferença de tamanho entre Mercúrio, o corpo planetário menor que foi considerado, sem dúvida, um grande planeta, e Ceres, o maior corpo planetário que foi considerado, sem dúvida, um planeta menor. Apenas um corpo planetário conhecido na época, Plutão, caiu dentro do fosso. Ao invés de arbitrariamente decidir se Plutão deveria estar com os grandes planetas ou planetas menores, Asimov sugeriu que qualquer corpo planetário que caiu dentro do intervalo de tamanho entre Mercúrio e Ceres deveria ser chamado de mesoplaneta, porque mesos significa "meio" em grego.
Desde o ano de 2000, vários objetos transnetunianos foram descobertos que se encontram em tamanho entre Mercúrio e Ceres, e seria, portanto, mesoplanetas por definição de Asimov. Em 2006, a União Astronômica Internacional ratificou a classificação de "planeta anão", que inclui Ceres, os "mesoplanetas" Plutão, Haumea, Makemake, Éris, e uma série de outros objetos ainda não determinado.
O planeta extrassolar Kepler-37b é também menor do que Mercúrio e seria uma mesoplaneta extrassolar.